# David Sneddon (Billardspieler)
David Sneddon (* ca. 1936) ist ein schottischer Billardspieler, der insbesondere im Snooker und English Billiards Erfolge verzeichnen konnte. So gewann er dreimal die schottische Snooker-Meisterschaft und mindestens fünfmal die schottische English-Billiards-Meisterschaft.

## Karriere
Sneddons Karriere als Snookerspieler lässt sich bis ins Jahr 1963 zurückverfolgen, als er an der Scottish Open Championship teilnahm und spätestens im Achtelfinale ausschied. Ein Jahr später schied er in der Runde der letzten 32 aus. 1970 stellten sich die ersten Erfolge ein, als er gegen Bert Demarco die schottische English-Billiards-Meisterschaft und gegen Murdo MacLeod die schottische Snooker-Meisterschaft für sich gewinnen konnte. Infolgedessen konnte er im selben Jahr an der Snooker-Amateurweltmeisterschaft teilnehmen, schied allerdings in der Gruppenphase aus. Je nach Quelle konnte er 1971 gegen Eddie Sinclair seinen Snooker-Titel verteidigen, sicher ist allerdings, dass ihm die Titelverteidigung im English Billiards glückte. 1972 verlor er diesen Titel jedoch im Finale gegen Bert Demarco, wogegen er Demarco sowohl bei der Snooker-Meisterschaft als auch bei der Scottish Open Championship, im Übrigen auch ein Snookerturnier, im Endspiel besiegen konnte. Aus diesem Grund konnte er an der Snooker-Amateurweltmeisterschaft 1972 teilnehmen, wo er bis in die Play-Offs kam, dort aber ausschied. Je nach Quelle konnte er 1973 die Scottish Open Championship gewinnen oder schied bei diesem Turnier im Halbfinale aus.
1974 konnte Sinclair ein weiteres Mal die Snooker-Meisterschaft für sich entscheiden, verlor aber gegen Bill McKerron im Halbfinale der Scottish Open Championship und gegen Ex-Weltmeister Fred Davis im Achtelfinale der Pontins Spring Open. Noch im selben Jahr nahm er zum dritten Mal an der Snooker-Amateurweltmeisterschaft teil, bei der er wieder nicht über die Gruppenphase hinaus kam. 1975 unterlag er zunächst Eddie Sinclair im Halbfinale der Snooker-Meisterschaft, bevor er gegen Graham Miles sein Auftaktspiel bei den Pontins Spring Open verlor. Ein Jahr später erreichte er erneut das Finale der Snooker-Meisterschaft von Schottland, musste sich aber Eddie Sinclair geschlagen geben. In den folgenden Jahren konnte er aber nicht mehr an diese Erfolge anknüpfen, so verlor er 1977 im Achtelfinale der Snooker-Meisterschaft gegen Eddie McLaughlin, ehe er sich 1978 im Halbfinale bei der Scottish Open Championship Matt Gibson geschlagen geben musste. 1984 gelang ihm dann aber wieder ein Erfolg, als er bei der Snooker-Meisterschaft mit einem Sieg über Titelverteidiger George Carnegie das Finale erreichte, auch wenn er dort gegen Stephen Hendry verlor. Seine letzte bekannte Teilnahme an der Snooker-Meisterschaft ist datiert auf das Jahr 1988, als er im Achtelfinale ausschied.
Dennoch blieb Sneddon weiterhin aktiv. So verlor er – „aus Livingston“ – 1990 das Finale einer Benson and Hedges Challenge Trophy gegen Euan Henderson. Des Weiteren spielt er weiterhin in Schottland English Billiards und gehörte selbst nach der Jahrtausendwende dort zu den besten Spielern. So verlor er 2004 im Finale der English-Billiards-Meisterschaft gegen Mark Boyle, konnte den Titel aber mindestens in den drei darauffolgenden Jahren gewinnen. Ein weiterer Titelgewinn ist aus dem Jahre 2012 überliefert. In einem Nachruf auf den verstorbenen schottischen Spieler Hugh Elden wird zusätzlich davon gesprochen, dass Elden 2014 Sneddon bei der schottischen Meisterschaft besiegt habe und so Sneddons „Serie von 27 aufeinanderfolgenden Titeln“ beendet habe. 2014 gehörte Sneddon, der in einem anderen Kontext als „ehemaliger Profi“ bezeichnet wurde, zudem zur schottischen Auswahl für die Team-Weltmeisterschaft im English Billiards.

## Erfolge
| Ausgang                              | Jahr | Turnier                                     | Finalgegner    | Ergebnis       |
| ------------------------------------ | ---- | ------------------------------------------- | -------------- | -------------- |
| Amateurturniere im Snooker           |      |                                             |                |                |
| Sieger                               | 1970 | Schottische Snooker-Meisterschaft           | Murdo MacLeod  | unbekannt      |
| Sieger 1                             | 1971 | Schottische Snooker-Meisterschaft           | Eddie Sinclair | 6:3            |
| Sieger                               | 1972 | Scottish Open Championship                  | Bert Demarco   | 6:4            |
| Sieger                               | 1972 | Schottische Snooker-Meisterschaft           | Bert Demarco   | 6:5            |
| Sieger 2                             | 1973 | Scottish Open Championship                  | Bill McKerron  | unbekannt      |
| Sieger                               | 1974 | Schottische Snooker-Meisterschaft           | Eddie Sinclair | 6:4            |
| Zweiter                              | 1976 | Schottische Snooker-Meisterschaft           | Eddie Sinclair | 1:6            |
| Zweiter                              | 1984 | Schottische Snooker-Meisterschaft           | Stephen Hendry | 8:9            |
| Amateurturniere im English Billiards |      |                                             |                |                |
| Sieger                               | 1970 | Schottische English-Billiards-Meisterschaft | Bert Demarco   | unbekannt      |
| Sieger                               | 1971 | Schottische English-Billiards-Meisterschaft | Roy Eprille    | unbekannt      |
| Zweiter                              | 1972 | Schottische English-Billiards-Meisterschaft | Bert Demarco   | unbekannt      |
| Zweiter                              | 2004 | Schottische English-Billiards-Meisterschaft | Mark Boyle     | 0:3            |
| Sieger                               | 2005 | Schottische English-Billiards-Meisterschaft | Mark Boyle     | 639:301 (Pkt.) |
| Sieger                               | 2006 | Schottische English-Billiards-Meisterschaft | Steven Baillie | 654:21 (Pkt.)  |
| Sieger                               | 2007 | Schottische English-Billiards-Meisterschaft | John Brownlie  | 981:487 (Pkt.) |
| Sieger                               | 2012 | Schottische English-Billiards-Meisterschaft | Jimmy Malcolm  | unbekannt      |